# Dollarizzazione
Con dollarizzazione si intende il fenomeno per cui gli abitanti di un Paese utilizzano la valuta emessa da uno Stato straniero in parallelo o in sostituzione della propria. Il termine dollarizzazione non si riferisce necessariamente all'utilizzo del dollaro statunitense, ma, più in generale, vale per ogni valuta straniera che viene preferita ad una moneta nazionale. Inizia a diffondersi anche il termine eurizzazione.
Il vantaggio principale atteso dalla dollarizzazione consiste nel garantire una maggiore stabilità finanziaria e un tasso di inflazione inferiore.
La dollarizzazione può avvenire:
- in modo non ufficiale, senza una formale approvazione legale (valuta di fatto)
- in modo semiufficiale, (ufficialmente, sistema bimonetario), dove la valuta straniera è dichiarata a corso legale, ma ha un ruolo secondario rispetto a quella nazionale
- in modo ufficiale, quando una nazione cessa di battere moneta ed è utilizzata soltanto valuta straniera

Fino al 1999 non si riteneva possibile una dollarizzazione ufficiale, finché alcune nazioni non l'hanno adottata.
Le economie più importanti ufficialmente dollarizzate al giugno del 2002 sono quelle di: Ecuador (dal 2000), El Salvador (dal 2001) e Panama (dal 1904).
Ad agosto del 2005, il dollaro statunitense, l'euro, il dollaro neozelandese, la lira turca, il rublo russo, il franco svizzero ed il dollaro australiano sono le uniche valute utilizzate da altri paesi nel processo di dollarizzazione.

## Lista di economie ufficialmente dollarizzate

Uso del dollaro e dell'euro nel mondo:
Stati Uniti
Uso unilaterale del dollaro
Valute agganciate al dollaro
Valute agganciate al dollaro senza una banda di oscillazione
Eurozona
Uso unilaterale dell'euro
Valute agganciate all'euro
Valute agganciate all'euro senza una banda di oscillazione

Stati Uniti
     Uso unilaterale del dollaro
     Valute agganciate al dollaro
     Valute agganciate al dollaro senza una banda di oscillazione
     Eurozona
     Uso unilaterale dell'euro
     Valute agganciate all'euro
     Valute agganciate all'euro senza una banda di oscillazione

### Dollaro statunitense
- Isole Vergini britanniche
- Ecuador (batte proprie monete metalliche)
- El Salvador
- Isole Marshall
- Liberia (è in uso anche il dollaro liberiano)
- Stati Federati di Micronesia
- Palau
- Panama (batte proprie monete metalliche)
- Paesi Bassi caraibici
- Isole Turks e Caicos
- Belize (è in uso anche il dollaro beliziano)
- Zimbabwe
- Timor Est (è in uso anche il dollaro australiano[non è in uso il dollaro statunitense?] e batte anche proprie monete metalliche)
- Cuba nel 2021 ritorna il dollaro statunitense[senza fonte]
- Venezuela il dollaro statunitense risulta la valuta più utilizzata nel paese per le compravendite

### Euro
- Kosovo
- Monaco (batte proprie monete)
- Andorra (batte proprie monete)
- San Marino (batte proprie monete)
- Città del Vaticano (batte proprie monete)
- Montenegro
- Gibilterra (sono accettate sia la sterlina inglese, sia l'euro)
- Akrotiri e Dhekelia (sono accettate sia la sterlina inglese, sia l'euro)
- Alcune ex-colonie francesi continuano a fissare la propria valuta con quella europea. Al riguardo, vedi le voci: Franco CFA, Franco CFP, Franco delle Comore.

### Rublo russo
- Abcasia
- Ossezia del Sud
- Crimea
- Repubblica popolare di Doneck (parte occupata dalla Russia)
- Repubblica popolare di Lugansk (parte occupata dalla Russia)
- Oblast' di Cherson (parte occupata dalla Russia)
- Oblast' di Zaporižžja (parte occupata dalla Russia)

Anche se questi territori non sono riconosciuti internazionalmente di fatto hanno un'ampia autonomia o sono occupati dalla Russia.

### Dollaro neozelandese
- Isole Cook
- Niue
- Tokelau
- Isole Pitcairn (è in uso anche il dollaro statunitense)

### Dollaro australiano
- Kiribati (batte monete proprie)
- Nauru
- Tuvalu

### Altre
- Exclave di Büsingen am Hochrhein (franco svizzero utilizzato assieme all'euro)
- Exclave di Campione d'Italia (franco svizzero utilizzato assieme all'euro)
- Repubblica Turca di Cipro Nord (lira turca)
- Liechtenstein (franco svizzero)
- Bhutan (rupia indiana, cui è fissato il ngultrum)
- Namibia (dollaro namibiano utilizzato assieme al rand sudafricano)
- Palestina (nuovo siclo israeliano)